# Kornoutice africká

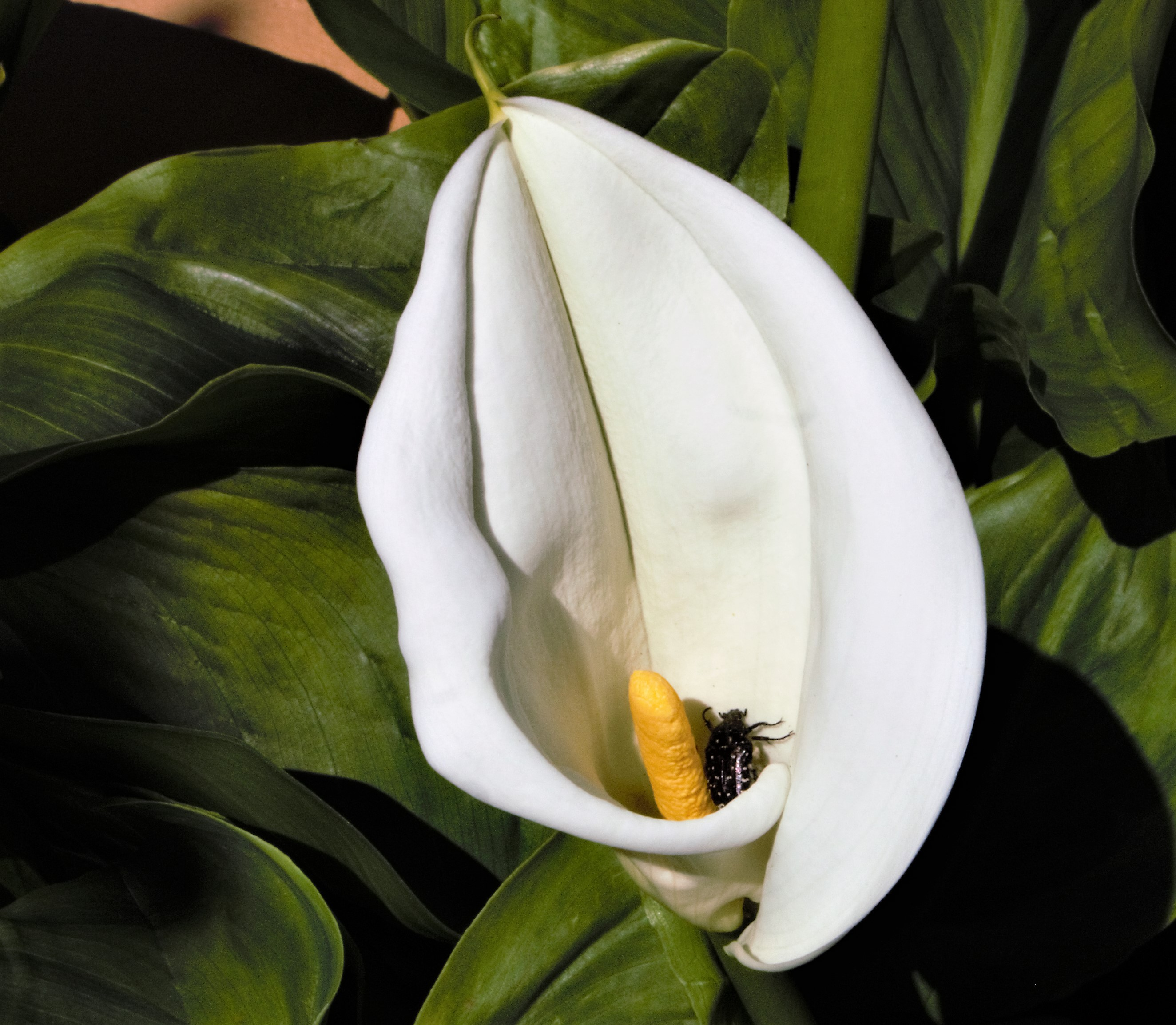
Žlutá palice s bílým toulcem

Kornoutice africká (Zantedeschia aethiopica), někdy též kornoutovka africká, je dlouhověká, trsnatá, hygrofytní rostlina, jeden z několika mála druhů rodu kornoutice (Zantedeschia), který byl též považován za součást rodu ďáblík (Calla). Tato nenáročná, vytrvalá bylina bývá pěstována pro své květy v závislosti na klimatu, buď ve volné přírodě, ve sklenících či v domácnostech. Řezané květiny vydrží dlouho čerstvé a používají se také do svatebních kytic.

## Rozšíření
Pochází z Jihoafrické republiky a přilehlého Svazijska a Lesotha. Druhotný výskyt druhu byl zaznamenán na jihu Austrálie, na Novém Zélandu, na ostrovech v Pacifiku a Karibiku, na jihozápadě Spojených států i ve středu jihoamerického kontinentu. Zahradníky oblíbená rostlina je často pěstována v tropech ve venkovní kultuře a tam na mnoha místech zplaněla. Na příhodných místech se ji dobře daří a např. v Západní Austrálii je považována za invazní rostlinu.

## Ekologie
Pelofilní rostlina, roste v hlinité, zbahněné půdě, v mokřinách při březích vodních toků a nádrží do nadmořské výšky 3200 m. Potřebuje dostatek světla, při velkém zastínění ji řídne pletivo a vyrůstají jen malé listy a drobná květenství. Kvete od května do září, při pěstování v chráněném prostředí vykvétá za ideálních podmínek i celoročně.

## Popis
Vytrvalá, bezlodyžná bylina vyrůstající do výšky 60 až 100 cm z tlustého oddenku s dlouhými provazcovitými, dužnatými kořeny. Z pupenů oddenku vyrůstají listy s dlouhými řapíky, které mají svěže zelené, vejčitě střelovité čepele dlouhé až 45 cm a široké 25 cm. Na dlouhém stvolu vyrůstá z jejich úžlabí až 9 cm dlouhé květenství, světle žlutá palice podepřena bílým, až 25 cm dlouhým, vespod překrytým nálevkovitým toulcem.
Drobné květy v palici jsou jednopohlavné a nemají květní obaly. Ve spodní části palice jsou květy samičí tvořené semeníky se třemi pouzdry a nazelenalými bliznami, výše umístěné květy jsou samčí se žlutými synandrii, nitkami srostlými s prašníky.
Plody jsou bobule, měnící při zrání barvu ze zelené na oranžovou. Obsahují v dužině několik světle hnědých, bradavičnatých, slizotvorných semen. Oddenky jsou oblíbenou potravou divokých prasat a dikobrazů. Ve své domovině sloužívají toulce jako úkryt pro drobnou žabku rákosničku áronovou.

## Rozmnožování
V přírodě se kornoutice africká rozmnožuje semeny i oddenky. Pohlavně je šířena hlavně ptáky a hlodavci, kteří konzumují dužnaté plody a rozsévají přitom semena. Vegetativně se šíří pomoci oddenků, kdy jsou jejich úlomky roznášeny vodou při povodních, nebo ze zbytků vyvážených na skládky; za dobrých podmínek se ze spících pupenů brzy rozrostou do mohutných kolonií. Při domácím pěstování se obvykle rozmnoží rozdělením trsů při přesazování po období klidu.

## Pěstování
Po odkvětu rostlina zatahuje a vyžaduje teplotu asi 10 °C a jen velmi slabou zálivku, zbytnělý oddenek lze také vyjmout a skladovat v chladnu a téměř suchu. S příchodem jara po vyrašení stonků požaduje teplotu kolem 20 °C, světlo a zvýšenou vlhkost půdy i vzduchu. Listy možno rosit, v suchu a teple zasychají a hrozí napadení sviluškami a mšicemi. Rostlinu lze později přemístit ven z místnosti, zpočátku do polostínu. Byly vyšlechtěny barevné kultivary křížením s dalšími druhy rodu kornoutice.

## Škodlivost
Kornoutice africká vytváří na příhodných místech husté porosty, které zahubí nejen původní travní vegetaci, ale zabrání v regenerací i keřům a stromům. Všechny části rostliny jsou v syrovém stavu toxické, obsahují velké množství šťavelanu vápenatého. Dotykem může dráždit citlivou pokožku a po požití způsobit otoky v ústech a krku, při větších dávkách vyvolat zvracení, průjem a případně i poškození ledvin a jater končící úmrtím.

## Galerie

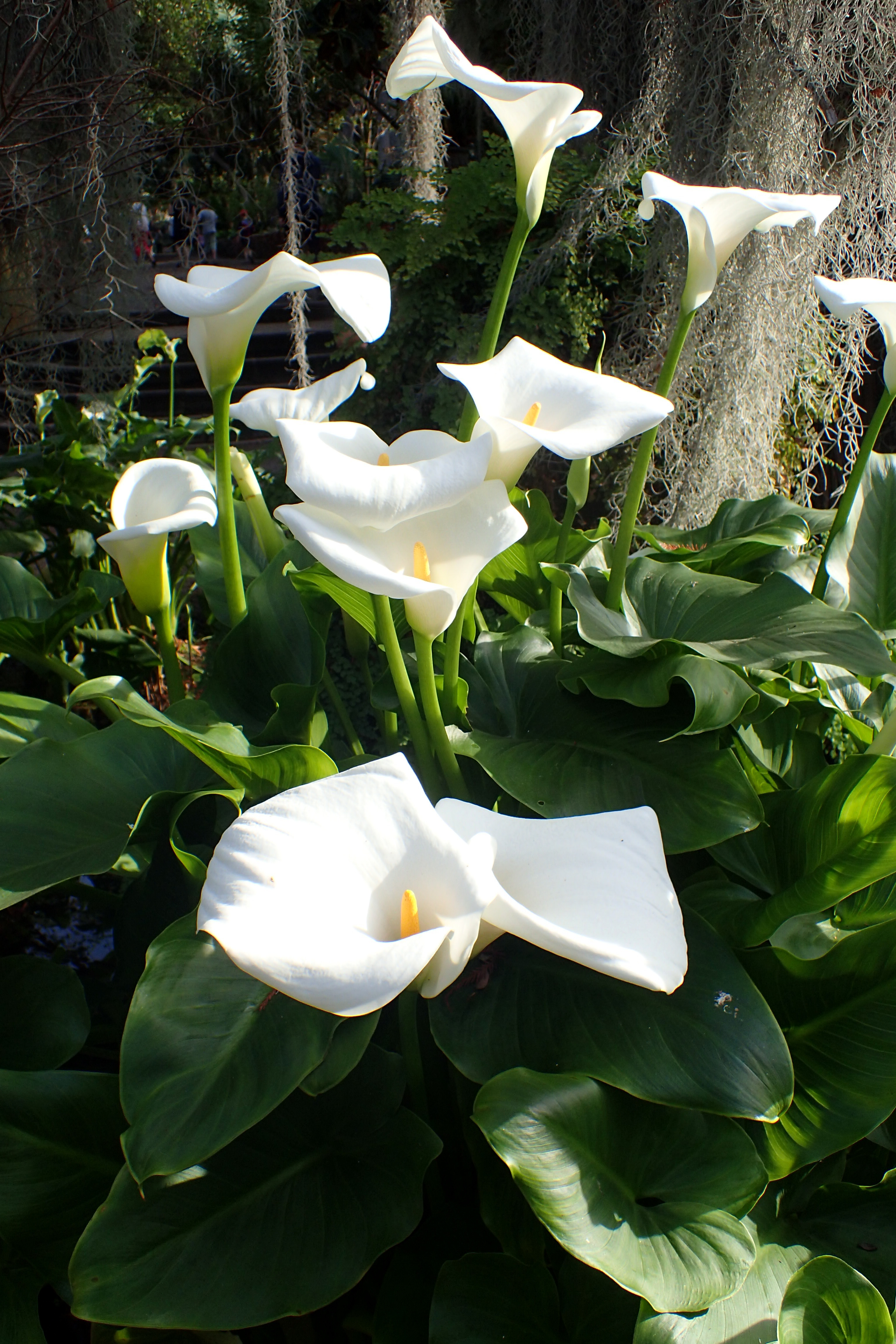
Kvetoucí rostliny
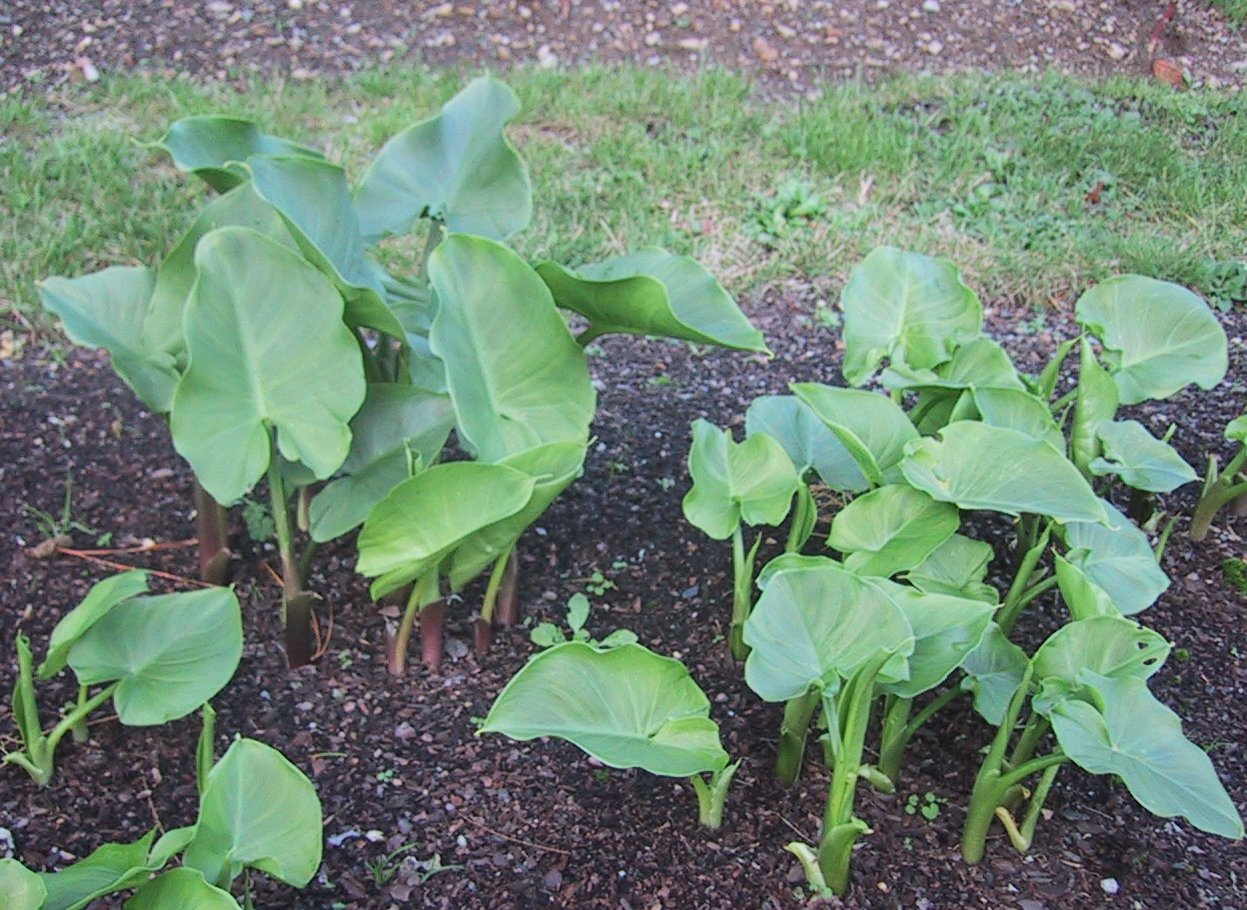
Mladé rostliny
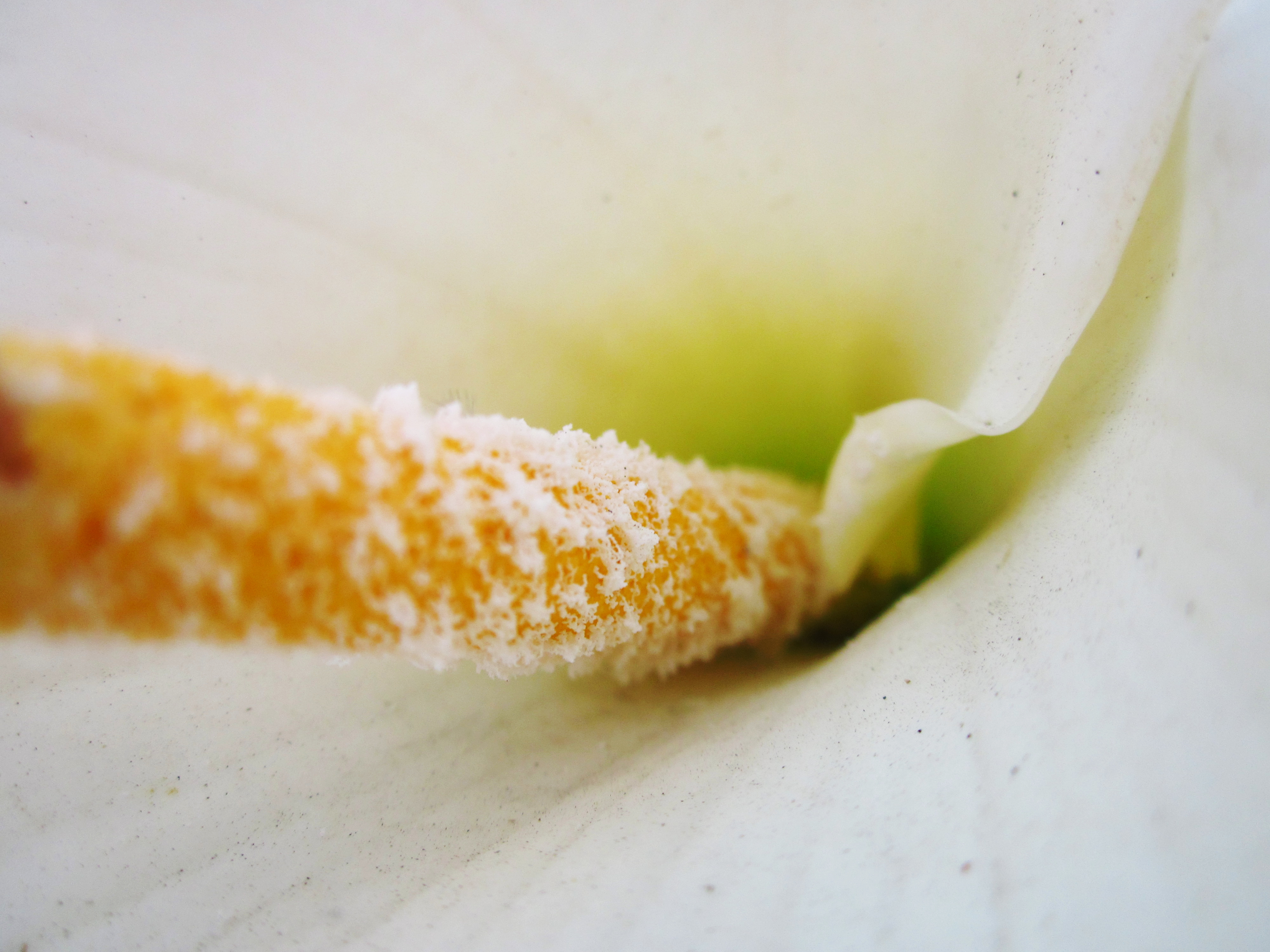
Palice
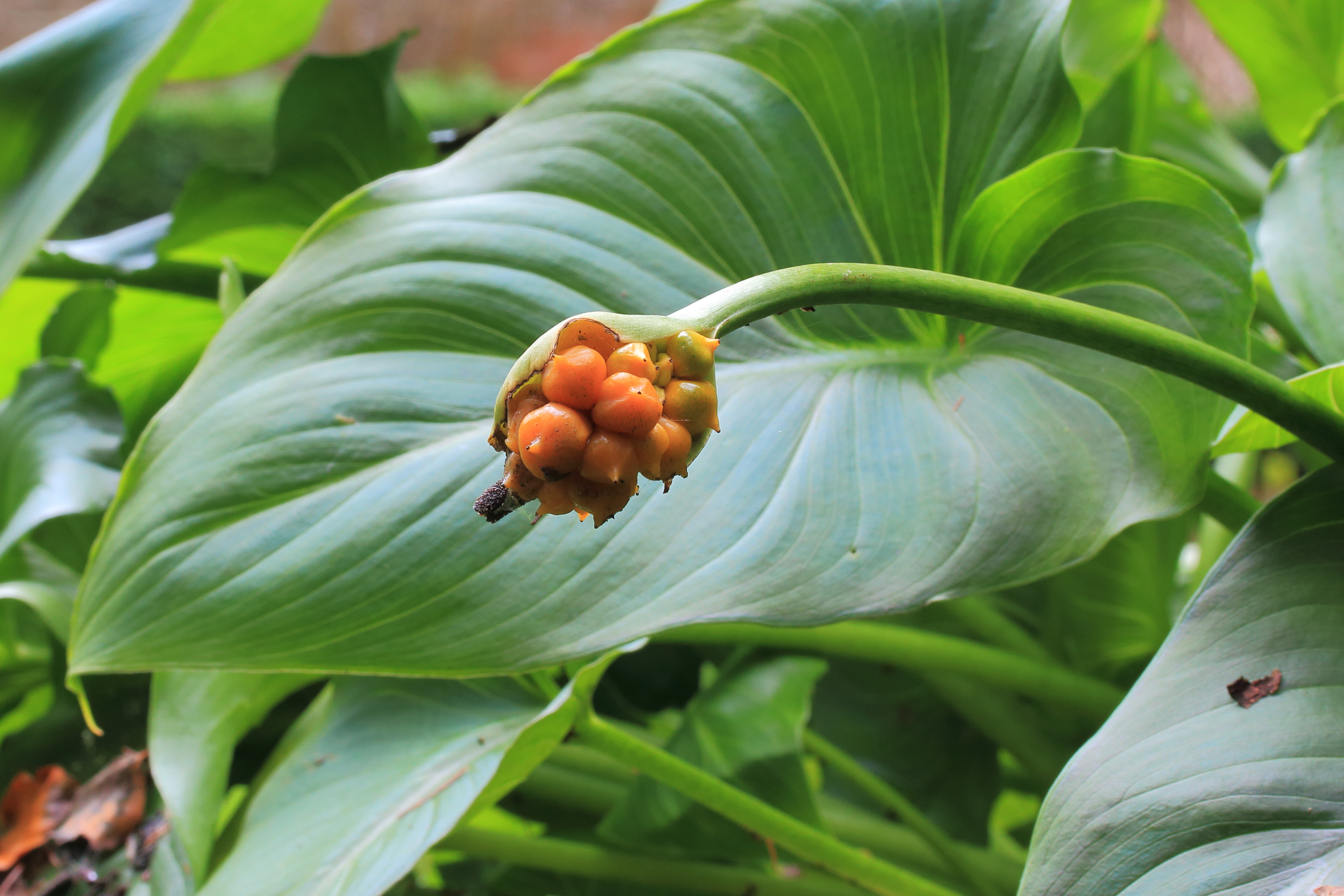
Zrající plody